# Supercoppa dei Paesi Bassi 2022
La Supercoppa dei Paesi Bassi 2022 (ufficialmente Johan Cruijff Schaal XXIV) è stata la trentaduesima edizione della Supercoppa dei Paesi Bassi.
Si è svolta il 30 luglio 2022 all'Amsterdam ArenA tra l'Ajax, campione d'Olanda, e il PSV vincitore della Coppa dei Paesi Bassi 2021-2022.
Ad aggiudicarsi la vittoria finale è stato il PSV, conquistando il trofeo per la tredicesima volta.

## Partecipanti
| Squadre | Qualificazione                                  | Partecipazioni precedenti (il grassetto indica la vittoria)                                                           |
| ------- | ----------------------------------------------- | --- |
| Ajax    | Vincitore della Eredivisie 2021-2022            | 18 (1993, 1994, 1995, 1996, 1998, 1999, 2002, 2004, 2005, 2006, 2007, 2010, 2011, 2012, 2013, 2014, 2019, 2021)       |
| PSV     | Vincitore della Coppa dei Paesi Bassi 2021-2022 | 19 (1991, 1992, 1996, 1997, 1998, 2000, 2001, 2002, 2003, 2005, 2006, 2007, 2008, 2012, 2015, 2016, 2018, 2019, 2021) |

## Tabellino
| Arbitro: | Dennis Higler |

|                                   |           |                                            |
| Bergwijn 15’ Antony 54’ Kudus 72’ | Marcatori | 32’, 45+2’, 69’ Til 65’ Gakpo 90+1’ Simons |